# Холохольня (Тверская область)
Холохольня — деревня в Старицком районе Тверской области, входит в состав сельского поселения «Паньково». 

## География
Деревня расположена на берегу речки Холохольня в месте впадения её в Волгу, в 8 км на юго-восток от центра поселения деревни Паньково и в 23 км на север от города Старица. 

## История

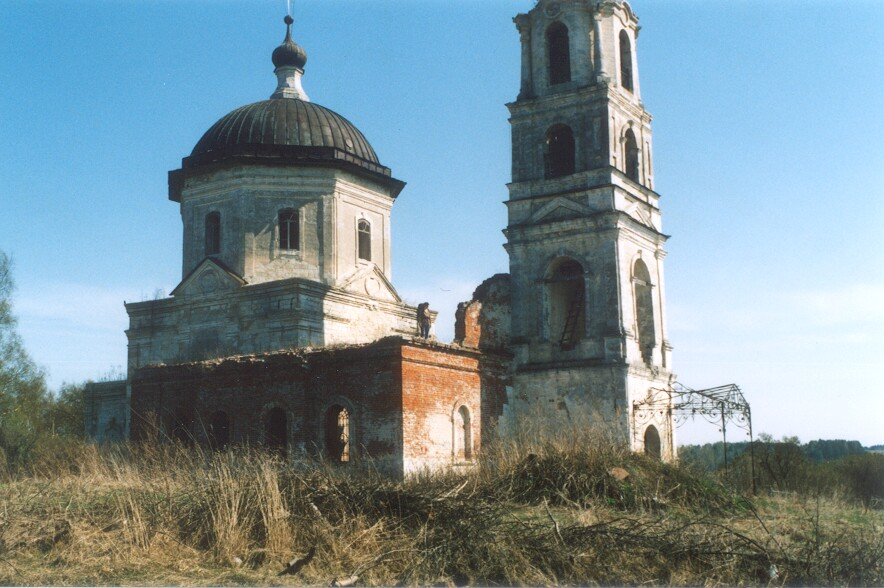
Церковь Спаса Преображения. 2007 год

Документы свидетельствуют, что в ХVI столетии в Холохольне действовал мужской монастырь во имя Иоанна Богослова, был благословлен Тверским архиепископом иконою с частицей мощей Благоверной княгини Анны Кашинской. В марте 1663 года этот монастырь был приписан к Троице-Сергиевой лавре. В монастыре тогда находились одна церковь во имя Иоанна Богослова с приделом и некоторые постройки. В конце XVII века монастырь был упразднен. Белокаменный храм с. Холохольня был выстроен в 1784 году на средства прихожан. Церковь имела три престола: главный - во имя Преображения Господня, правый теплый - во имя Иоанна Богослова и левый - во имя Нила Столобенского и Сергия Радонежского. В 1935 году была закрыта Холохоленская Преображенская церковь. Храм использовался под склад для хранения сена и удобрений.
В конце XIX — начале XX века село входило в состав Дарской волости Старицкого уезда Тверской губернии. 
С 1929 года деревня входила в состав Паньковского сельсовета Старицкого района Ржевского округа Западной области, с 1935 года — в составе Калининской области, с 1994 года — в составе Паньковского сельского округа, с 2005 года — в составе Паньковского сельского поселения, с 2012 года — в составе сельского поселения «Паньково».

## Население
| 1859 | 1886 | 2002 | 2010 |
| ---- | ---- | ---- | ---- |
| 193  | ↗252 | ↘3   | ↘1   |

## Достопримечательности
В деревне расположена недействующая Церковь Спаса Преображения (1784).